# Zinsel Meridionale
La Zinsel Meridionale è un fiume francese che scorre nel dipartimento della Mosella e del Basso Reno nella regione del Grande Est e che sfocia nella Zorn.

## Geografia
Nasce dalle colline poco a nord di Wintersbourg. Scorrendo verso est la sua valle si restringe, per poi riallargarsi a Dossenheim-sur-Zinsel. Da qui si dirige verso sud, bagna Hattmatt e confluisce nella Zorn a Steinbourg.